# 시폰

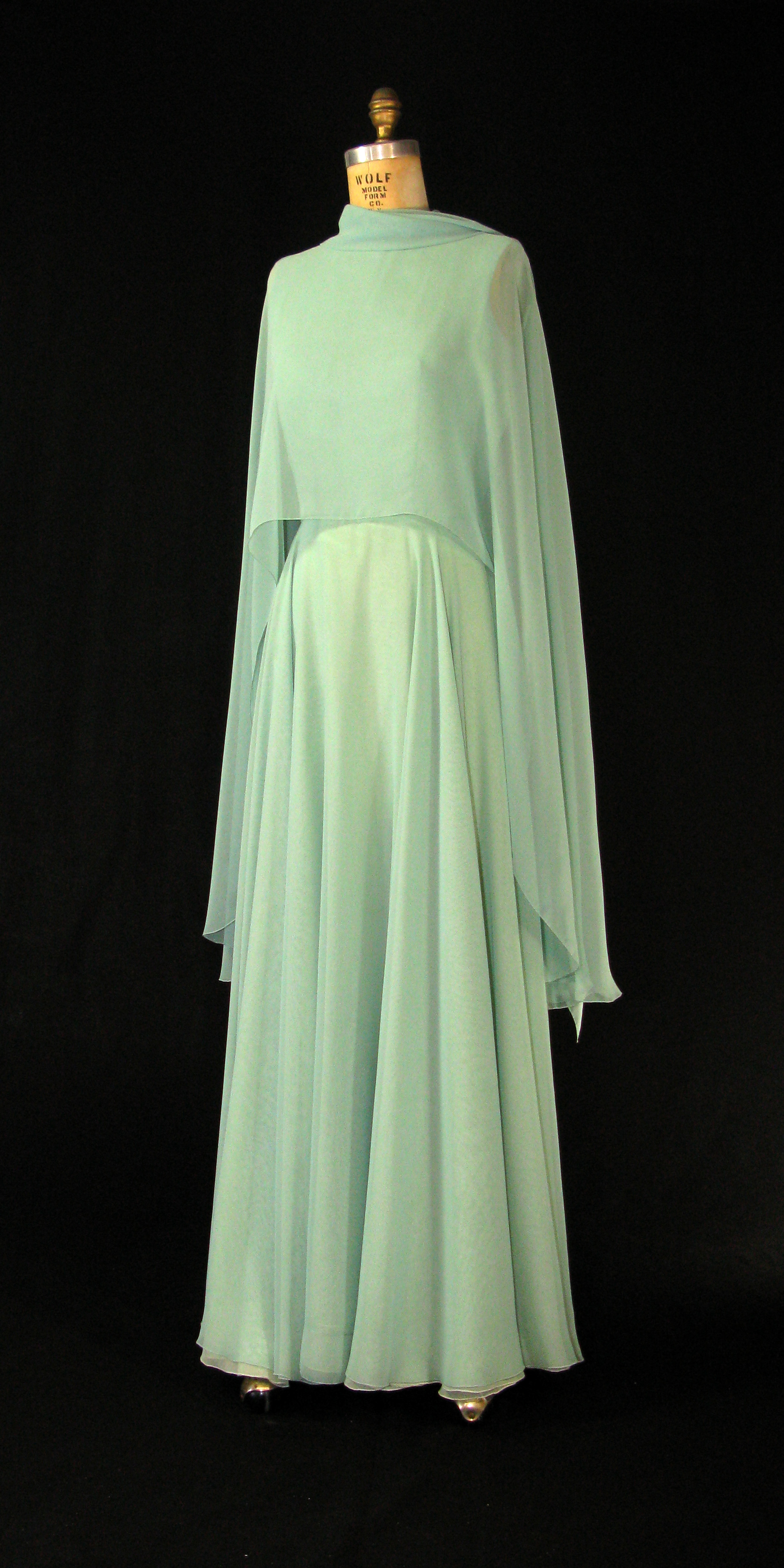

시폰(프랑스어: chiffon, 문화어: 쉬퐁)은 비단, 나일론 따위를 말하는 것으로, 여성복의 장식 레이스를 통칭한다.

## 같이 보기
- 시폰 케이크